# シャーマン (ブラジルのバンド)
シャーマンは、ブラジルのヘヴィメタルバンド。アングラを脱退したアンドレ・マトスらによって結成された。

## 来歴
2000年にアングラを脱退したアンドレ・マトス(Vo)、ルイス・マリウッティ(B)、リカルド・コンフェッソーリ(Dr)の3人にルイスの実弟、ヒューゴ・マリウッティ(G)を加えて2002年「RITUAL」リリース。このデビューアルバムは本国ブラジルでセンセーションを巻き起こした。
2005年「REASON」リリースするも、ツアーの最中に主導権を巡った対立が勃発、メンバー間に亀裂が入る。この出来事はアングラの時にも起こっており、二度目の事件である。
2006年アンドレ・マトス、ルイス・マリウッティ、ヒューゴ・マリウッティが脱退する。この三人は、アンドレ・マトスを中心にアンドレ自らの名を冠したアンドレ・マトス(ANDRE MATOS)を結成した。一人取り残されたリカルド・コンフェッソーリはメンバー集めに取り掛かり、現アングラのフェリペ・アンドレオーリ(B)の別バンドKARMAからティアゴ・ビアンキらを迎え入れる。2007年「IMMORTAL」リリース。
2009年、リカルド・コンフェッソーリがアングラに復帰する。リカルド・コンフェッソーリはアングラとシャーマンを並行して活動することを明言する（しかし、2014年5月にアングラを再脱退する）。2010年「ORIGINS」リリース。このアルバムのボーナス・トラックにX JAPANの紅(KURENAI)のカバーが収録されている。
2013年、リカルド・コンフェッソーリ以外全員が脱退した。
2018年、結成メンバーで再結成してライブ活動も復帰します。
2019年、アンドレ・マトス死去。数ヶ月後バンドは継続することを決意して、アンドレの代わりににアリリオ・ネットが加入した。
2021年、新メンバーで新しいアルバム制作が始まり、翌年に「RESCUE」をリリース。

## メンバー
現在のメンバー
- リカルド・コンフェッソーリ(Dr)
- ヒューゴ・マリウッティ(G)
- ルイス・マリウッティ(B)
- アリリオ・ネット(Vo)
- ファビオ・ヒベイロ(Key)

過去に在籍したメンバー
- アンドレ・マトス†(Vo)
- レオ・マンシーニ(G)
- ティアゴ・ビアンキ(Vo)
- フェルナンド・ケサーダ(B)

## ディスコグラフィ
- 2002年 RITUAL
- 2003年 RITUALIVE
- 2005年 REASON
- 2007年 IMMORTAL
- 2010年 ORIGINS
- 2022年 RESCUE